# Televizní společnost
Televizní společnost je rozsáhlý personálně-technický systém, umožňující výrobu a následnou distribuci audiovizuálního signálu z místa pořízení k divákovi a jeho reprodukci v reálném čase na zobrazovacím zařízení, nejčastěji na televizoru. Na provozu televize se podílejí jak technici, tak i tvůrčí pracovníci, kteří vytvářejí programovou strukturu, režírují jednotlivé pořady apod.[zdroj?]
Televize je jako masmédium jedním z nejefektivnějších nástrojů šíření jak zpravodajských tak i obecných informací sloužících k vytváření politických názorů, rozvíjení znalostí či šíření kulturního povědomí. Provoz televize je financován buď ze státního rozpočtu, z prodeje reklamního času, nebo z dobrovolných příspěvků.

## Právní okolnosti televizního vysílání
Televize může svůj program veřejně šířit pouze tehdy, pokud ji k tomu opravňuje tzv.'vysílací licence – v ČR vydávaná Radou pro rozhlasové a televizní vysílání (RRTV). Právní okolnosti vydání vysílací licence a kontroly jejího dodržování jsou zakotveny v Zákoně o rozhlasovém a televizním vysílání (zákon č. 231/2001 Sb.). RRTV je povinna vysílání všech držitelů vysílacích licencí kontrolovat a je v případě porušení zákona oprávněna coby správní orgán udělovat za jeho porušení sankce. Držitelem licence nemusí být televizní společnost, která program fyzicky vyrábí, ale skutečný držitel licence si může kompletní výrobu zadat u tzv. servisní organizace. Právně odpovědný za obsah vysílání je v takovém případě stále držitel licence.
Vydání vysílací licence pro vzdušné pozemní (terestrické) šíření podléhá výběrovému řízení a je omezeno fyzikálním omezením počtu dostupných vysílacích kmitočtů. Z tohoto důvodu je počet vysílatelů konečný a počet celoplošných televizí (tedy televizí, jejichž vysílání je terestrickým šířením dostupné alespoň 70 procentům obyvatel ČR) je nyní z technologických důvodů stanoven v ČR na konečný počet 4 programů (ČT1, ČT2, Nova, Prima). Výrazná změna nastane postupně v letech 2008 až 2010 se změnou technologie terestrického šíření vysílaného signálu (technologie DVB-T) a přinese výrazně vyšší počet celoplošně vysílaných programů.
Vydání vysílací licence pro jiné druhy šíření (pomocí kabelových rozvodů, satelitního vysílání, internetové distribuce…) podléhá pouze administrativnímu schválení.
Žadatel o vydání licence k vysílání musí v žádosti uvést i obecný návrh programové skladby a je-li RRTV schválen, pak jej musí vysílatel dodržovat.
Platnost licence je vždy časově omezená, za její získání hradí žadatel (nemalý) správní poplatek a v případě opakovaného závažného porušení Zákona o rozhlasovém a televizním vysílání ji může Rada pro rozhlasové a televizní vysílání držiteli odebrat.

## Technické zajištění výroby a vysílání

### Nejjednodušší řetězec
Série technických zařízení, která se v televizi podílí na pořízení, úpravě a distribuci audiovizuální informace (televizního signálu), se v odborné terminologii označuje termínem řetězec. Nejjednodušší řetězec obsahuje kameru a monitor vzájemně propojené kabelem. V takovém případě jde o přímou reprodukci pořízeného obrazu. Protože by televizní signál měl jako audiovizuální médium obsahovat i zvukovou informaci, je nutno nejjednodušší řetězec do jeho úplnosti obohatit o mikrofon a zvukový reprodukční systém, propojené opět kabelem.

### Televizní řetězce v praxi
Ve skutečnosti se s nejjednodušším řetězcem setkáváme absolutně ojediněle především u technických aplikací a profesionální televizní zpracování přenášeného signálu si vyžaduje rozsáhlé sofistikované doplňky tohoto řetězce. Zejména jde o specializované řetězce pro zpracování živého vysílání a řetězce pro vysílání ze záznamu. Propojení mezi místem pořízení a místem reprodukce signálu je též realizováno různými technicky vyspělými systémy (tzv. distribuční řetězec).

### Řetězec pro živé televizní vysílání
Na začátku každého televizního řetězce pro živé vysílání je kamera. Je-li signál zpracováván živě (tedy v reálném čase, v mezinárodní terminologii označováno jako Live – z angl. živý), není signál z kamery primárně ukládán na záznamové médium, ale je zpracováván on-line v obrazové režii. Tam jsou do něj například vkládány grafické informace (titulky, grafika apod.), nejčastěji však je obraz stříhán (přepínán) z více zdrojů, především z více kamer. Takový přenos se nazývá vícekamerový a v praxi se vyskytuje nejčastěji. Kromě signálů z kamer může režie do výsledného signálu stříhat i signál z předem připravených záznamů (takzvané příspěvky, znělky apod.). Současně s obrazovou režií pracuje i zvuková režie, která se stará o to, aby veškeré zvuky přidané do výsledného signálu odpovídaly co nejpřirozeněji tomu, co divák vidí v obraze. Vedle kameramanů jsou tedy na místě natáčení i zvukaři a vedle obrazového režiséra sedí (nejčastěji ve zvukově oddělené místnosti) i režisér zvuku. Oba tyto signály jsou samostatně předávány na odbavovací pracoviště (OP), kde jsou podle typu následného zpracování sloučeny případně obohaceny např. o vysílací logo televizní stanice a následně oddělením technické kontroly (TK) kontrolovány aby splňovaly technické normy a předávány distribučnímu řetězci. Logo – grafická značka, kterou je ze zákona označen (identifikován) název televizního programu, je do obrazu vkládáno vždy až těsně před předáním signálu distribučnímu řetězci. Pořady tak jsou zpracovávány a především archivovány bez tohoto označení. Především proto, že pak mohou být předmětem prodeje jiné televizní společnosti, nebo mohou být reprízovány po letech i přesto, že televizní program mezi tím změnil grafické provedení loga. (To se však netýká záznamů vysílání uchovávaných dle zákona, viz dále)

### Přenosová technika
Specifickým řešením řetězce pro zajištění živého televizního vysílání je mobilní technika určená k pořízení a dopravě signálu z míst mimo studia televizní společnosti, např. z místa sportovního zápolení. Taková technika je souhrnně nazývána přenosovou technikou.
Patří k ní v první řadě přenosové vozy (někdy též OB-van z angl. OB=Outdoor Broadcasting), obsahující zabudovanou obrazovou režii, zvukovou režii a pracoviště technické kontroly. Takové rozsáhlé pracoviště je úsporně zabudováno v kamionech či upravených autobusech. Velké přenosové vozy disponují i takzvanými doprovodnými technickými vozy s veškerou potřebnou technikou (kamery, stativy, kabely), záložními zdroji el. energie (dieselagregáty) a se zázemím pro technický personál.
Nezbytným doplňkem řetězce přenosové techniky je zařízení zajišťující dopravu vyrobeného signálu na odbavovací pracoviště televizní společnosti, odkud je po přidání vysílacího loga televize signál přímo vysílán k divákům. Technologicky nejstarším a dosud užívaným principem je ENG (Electronic News Gathering) – dočasně zbudovaný přímý pozemní mikrovlnný spoj (tzv. „skok“) buď přímo na přijímací anténu na budově televize, nebo na přijímací anténu specializované firmy provozující transportní audiovizuální síť a dopravující signál až do budovy televize. Organizačně nejjednodušším avšak dražším principem je SNG (Satellite News Gathering) – operativní a dočasně zbudovaný mikrovlnný skok na satelitní transpondér (převaděč), ze kterého putuje signál zpět k Zemi do budovy televize. Tato technika je naprosto nezávislá na místě, odkud má být přenos uskutečněn a nevyžaduje žádnou složitou předchozí přípravu a proto je využívána nejčastěji pro potřeby aktuálního zpravodajství. Moderní a progresivní metodou využitelnou v místech s častým opakováním televizních přenosů (sportoviště, budova parlamentu…) je digitální přenos signálu zakódovaného do MPEG streamu pomocí datové sítě (VPN linka), technologicky blízké přenosu videa po internetu. Všechny tyto transportní přenosové technologie bývají instalovány do speciálně uzpůsobených vozidel (ENG vůz, SNG vůz, MPEG vůz).
Mezi další doplňkové technologie přenosové techniky je možno zařadit například specializované pracoviště pro tvorbu grafiky – typicky pro okamžité generování výsledkových listin, informací o stavu utkání, času apod. Jiným případem specializované techniky může být další přenosový vůz zpracovávající signály z bezdrátových kamer (tzv. on-board kamery), umístěných například v závodních vozidlech, v konstrukci hokejové branky, v helikoptéře nad závodní dráhou atd.
Speciálním případem přenosové techniky jsou vozy uzpůsobené pro operativní aktuální zpravodajství. Nejčastěji to bývají SNG vozy velikosti větší dodávky vybavené standardně jednou zpravodajskou kamerou, střižnou pro sestavení reportáže a základní obrazovou i zvukovou režií pro odbavení připraveného příspěvku a živý střih vstupu reportéra. SNG technologie je zabudována ve voze (vysílací zařízení) a satelitní parabolická anténa složená ve střešní nástavbě je schopna se samostatně hydraulicky vyklopit a plně automaticky nastavit pro přenos na vybraný telekomunikační satelit. Samozřejmým doplňkem je malý dieselagregát, technologie pro komunikaci s režií vysílání v budově televize, komunikační systém s technickým dispečinkem satelitní telekomunikační společnosti a přijímací zařízení pro kontrolní příjem vysílaného signálu (běžná TV anténa či Set-top box a TV přijímač).

### Řetězec pro vysílání ze záznamu
Vysíláním ze záznamu se rozumí vysílání audiovizuálních materiálů, které nejsou pořízeny živě, tedy např. filmy, magazíny, reklamy apod. Jednotlivé pořady jsou uloženy buď na vysílacích kazetách, nebo jako datové soubory v odbavovacím počítači na odbavovacím pracovišti. Postupné startování a ukončování jednotlivých pořadů zajišťuje odbavovací počítač podle předem zadaného přesného seznamu (playlistu). Obrazová ani zvuková režie zde není potřeba, neboť všechny předem připravené pořady musí být nejen po obsahové, ale především také po technické stránce předem absolutně zkompletovány a zkontrolovány. Odbavovací pracoviště tedy provádí jen průběžnou obecnou technickou kontrolu.

### Distribuční řetězec
Distribuci signálu k divákovi realizuje zpravidla specializovaná společnost, resp. hned několik takových firem zajišťujících paralelně i více druhů šíření. Divák tak může signál přijímat klasicky, tedy tzv. terestricky (pozemní vzdušné šíření) analogově, nebo poněkud modernější metodou terestricky digitálně (DVB-T). Televizní signál ale může divák sledovat i pomocí satelitního přijímače (analogového i digitálního), nebo pomocí televizních kabelových rozvodů (TKR) a to též analogově i digitálně. Mezi formy distribuce televizního signálu lze dnes již zařadit i různé formy datových přenosů pomocí internetu, nebo pomocí vyhrazených datových linek, souhrnně označované jako IPTV. Vyrobený audiovizuální signál předá televizní společnost jednotlivým firmám, které zajišťují popsané druhy distribuce. Divák, který chce některý ze zmíněných způsobů distribuce použít, si musí pořídit odpovídající přijímací zařízení. V některých případech platí za využití distribuční sítě (tedy za možnost příjmu) divák distribuční společnosti poplatky a v některých případech jejich část pak platí televizní společnosti. Ve většině případů (především u terestrického vysílání) však hradí náklady na distribuci naopak televizní společnost.

### Záznamy vysílání v odvysílané podobě
Provozovatel vysílání je dle zákona (§ 32 odst. 1 písm. l) zákona č. 231/2001 Sb.) povinen uchovávat po dobu 30 dnů od odvysílání záznamy všech odvysílaných pořadů v podobě, v jaké byly odvysílány (tj. včetně loga stanice). Zaslání záznamu vysílání si pak může vyžádat RRTV, například na základě podnětu k obsahové stránce pořadu nebo programu, které může kdokoli podat do 21 dnů od odvysílání. S tímto nařízením mívají problém typicky malé televizní stanice, jakými jsou obecní infokanály – vysílá-li stanice např. smyčku snímků PowerPointu, soubor s těmito snímky není dle rozhodnutí RRTV záznamem vysílání v odvysílané podobě.

## Náplň vysílání
Obsah vysílání konkrétní televizní společnosti je dán jednak jejím zaměřením na cílovou skupinu diváků a současně také obecnou programovou specifikací vydanou státním regulačním úřadem – tzv. vysílací licencí (viz výše).
Podle obecného obsahu programu vysílání lze televize rozdělit na plnoformátové a tematické. Příkladem tematických televizí jsou programy zpravodajské, hudební, dětské, sportovní, filmové apod. Plnoformátové televize se snaží přinášet program složený z částí všech těchto žánrů. Specifické postavení mají televize veřejnoprávní, které jsou z části nebo úplně financovány státem a provozovány s cílem zajistit mj. výrobu a šíření programů pro úzké cílové skupiny obyvatel, sledování komerčně méně zajímavých kulturních proudů apod. To vše s cílem zajistit vyváženost zpravodajských i kulturních informací bez nutné závislosti na komerčních zájmech provozovatele (držitele vysílací licence). Naopak televize soukromé slouží v demokratických zemích jako nezávislý kontrolní nástroj proti možnému státnímu ovlivňování zveřejňovaných informací v televizi veřejnoprávní.

## Vlastní tvorba
Pracovníci oddělení tvorby programu se snaží sestavit v rámci finančních možností televizní společnosti co nejatraktivnější programovou náplň, aby k obrazovkám přilákali co nejvíce diváků. Hotové filmy či pořady však může stejně tak zakoupit i konkurenční televize a proto se televizní společnosti snaží v rámci svých možností vytvářet vlastní pořady, typicky originální pořady televizní zábavy nebo seriály. Tato tzv. vlastní tvorba má kromě originality i tu výhodu, že pokud je vyrobený pořad úspěšný, lze jej v některých konkrétních případech zpeněžit jako celek nebo jen jako námět prodejem dalším, např. zahraničním televizním společnostem.
Pro vlastní tvorbu je typický tzv. outsourcing, kdy televize vymyslí či autorsky zakoupí námět a zadá kompletní další tvorbu externí produkční společnosti. Za tímto účelem pak vznikají (typicky v opuštěných továrních halách) např. pro potřebu natáčení seriálů dočasná rozsáhlá televizní studia s mnoha výměnnými dekoracemi. Pro snímání a záznam se používá mobilní technika přenosových vozů. Takové studio lze v případě potřeby (započetí či nečekané ukončení výroby) okamžitě bez velkých nákladů jak vytvořit, tak i zrušit.

## Financování provozu televize
Výroba a vysílání televizního programu je tím nákladnější záležitostí, čím širší okruh diváků se televize snaží ke svému programu přitáhnout. Denní náklady na výrobu a vysílání komerčního plnoformátového terestricky šířeného vysílání se pohybují až kolem 10 miliónů korun. V této částce jsou zahrnuty nejen náklady na provoz budov, techniky a mzdy pracovníků, ale také licenční poplatky za vysílané převzaté pořady či filmy včetně jejich dabingu, náklady na výrobu vlastních pořadů a též velké poplatky za šíření signálu.
Velké televizní společnosti musí do svých rozpočtů započítat i nemalé výdaje za někdy až miliónové pokuty za porušení některého ustanovení zákona regulujícího vysílání (typicky překročení limitů reklamního času, zveřejnění nevhodných záběrů či sdělení způsobem a v čase schopným negativně ovlivnit vývoj mládeže, nevyváženost informací ve zpravodajství či publicistice omezující podmínky pro svobodné utváření názorů apod.).
Primárním a nejčastějším ziskem je pro televizní společnost prodej reklamního času. Jeho maximální hodinové i denní množství je omezeno zákonem a jeho cena odpovídá snaze vygenerovat denní zisk vyšší, než jsou denní náklady. Cena za vysílání (typicky 30 sec vysílacího reklamního času) se pohybuje podle konkrétní sledovanosti daného slotu (časového úseku) až ve stovkách tisíc korun. Vypočítává se zpětně podle skutečné sledovanosti a pohybuje se u komerční celoplošné stanice (TV NOVA, 2007) ca do 20 tis. Kč za jeden ratingový bod (viz níže), čili při běžném ratingu dobrého pořadu 10 % stojí jedno vysílání spotu 200 tisíc korun. Pro úplnost – excelentní rating špičkových pořadů dosahuje hodnot 25 %.
Některé televizní společnosti jsou ale placeny zcela či částečně z příspěvků. Ty mohou poskytovat sami diváci (typicky u televizních programů s náboženskou tematikou), nebo přímo stát (zcela typicky u veřejnoprávních programů).
Velmi specifickým, ale u menších televizních společností častým obchodním postupem, je zcela naopak nikoliv nákup ale prodej celých slotů nezávislým producentům. Takový externí dodavatel pak například vyplní časový blok 30 minut svým vlastním pořadem a k němu přičleněným reklamním sdělením (reklamní spoty, oznámení o sponzorovi pořadu apod.). Za odvysílání takového bloku zaplatí nezávislý producent televizi dohodnutou částku a je na něm, aby si opatřil potřebné peníze právě z prodeje přičleněné reklamy. Úkolem televize je pak odvysílání celého slotu v dohodnutém čase a reprízách.

### Sledovanost vysílání
Primárním zájmem zadavatelů reklamy je snaha znát co nejpřesněji počet diváků a jejich sociální a věkovou strukturu, kteří se v daný okamžik vysílání reklamy na televizní program dívali. Televizní společnosti deklarují tyto údaje jako údaje o tzv. sledovanosti. Současná metodika zjišťování těchto údajů dosáhla velmi přesných výsledků. K její realizaci slouží technická zařízení s názvem peoplemetr (čti: píplmetr). Tento systém je však natolik nákladný, že jej jsou schopny hradit pouze velké televizní společnosti. Ostatní televize využívají jednodušších a nesrovnatelně méně přesných postupů, spočívajících buď v přímém anketním průzkumu, nebo v rámcovém odhadu např. na základě ohlasů diváků apod.
Peoplemetrové měření realizované v ČR spočívá ve vytipování skupiny více než 4 tisíc jednotlivců starších 4 let v 1850 domácnostech, které za odměnu provozují u svých TV přijímačů technické zařízení, pomocí kterého speciálním dálkovým ovládáním přepínají sledované pořady (podobně jako běžným dálkovým ovládáním přímo na TV přijímači). Při přepínání se však musí jednoduše identifikovat, o jakého člena domácnosti jde, resp. který člen domácnosti je v danou chvíli u televizoru – pokud program sleduje více osob, musí se každý „přihlásit“. Vytipování osob slouží k tomu, aby bylo dosaženo optimálního rozvrstvení zkoumaných osob napříč především věkovými a sociálními vrstvami obyvatelstva, souměrného geografického rozmístění včetně rozdělení pohlaví. Zařízení pak s přesností na jednotky sekund zaznamenává, který program je aktuálně přepnut. Sebraná data průběžně odesílá pomocí technologie GSM k centrálnímu vyhodnocení. Uživatelé peoplemetrů musí zůstat v anonymitě, aby nemohlo dojít k jejich ovlivňování.
Získané sekundové údaje slouží k vypočtení minutové sledovanosti. Z ní se odvozuje průměrná sledovanost delších časových úseků, konkrétně celých pořadů. Základními vypočtenými daty jsou pak procentuálně vyjádřené údaje Rating (Television Rating – poměr počtu diváků dané sociodemografické skupiny, kteří televizní program sledovali, vůči počtu osob takové skupiny v ČR) a Share (Audience Share či Market Share – ukazuje kolik diváků dané cílové skupiny, kteří jsou v daný okamžik u televizorů, sledovalo daný pořad).
Analytická oddělení jednotlivých televizí pak ze získaných dat mohou s absolutní přesností zjistit, jaká skupina obyvatel v daný okamžik sledování programu opustila (např. nudná zpravodajská reportáž, nebo atraktivnější program na jiném programu). Komerční oddělení televizí s maximální přesností zjistí, kolik diváků bylo během reklamního bloku u televizoru a podle toho vypočítává (v podstatě zpětně) cenu za odvysílané reklamní spoty. Kompletní a velmi podrobná data jsou k dispozici vždy již následující den.
Předchůdcem peoplemetrových měření byla tzv. deníčková metoda, kdy si vytipovaní dobrovolníci zapisovali, které pořady sledovali. Toto měření je ve srovnání s peoplemetry velmi nepřesné.
Z důvodu věrohodnosti realizují zjišťování sledovanosti nezávislé firmy. Například peoplemetrová měření zajišťuje v ČR společnost Mediaresearch. Nejsledovanější pořady peoplemetrového měření mezi lety 1997 a 2013 v Česku byly:
| pořad                            | TV   | datum      | začátek  | tis. 15+ | rating 15+ (%) | share 15+ (%) |
| -------------------------------- | ---- | ---------- | -------- | -------- | -------------- | ------------- |
| Miss desetiletí                  | Nova | 12.10.1997 | 21:08:22 | 4992     | 57,6           | 84,46         |
| Uvítání na Staroměstském náměstí | ČT1  | 23.2.1998  | 21:16:00 | 4883     | 57             | 82,76         |
| Vila prezidenta republiky        | ČT1  | 23.2.1998  | 20:45:00 | 4779     | 55,8           | 81,05         |
| Staroměstské náměstí             | ČT1  | 23.2.1998  | 20:58:00 | 4732     | 55,2           | 81,03         |
| ČR – Rusko hokej muži 3.třetina  | ČT1  | 22.2.1998  | 7:23:00  | 4460     | 52             | 98,22         |
| Olympijské studio XVIII. ZOH     | ČT1  | 23.2.1998  | 19:58:49 | 4661     | 54,4           | 79,6          |
| Pět let s vámi                   | Nova | 4.2.1999   | 20:01:28 | 4433     | 52,7           | 82,8          |
| Novoty                           | Nova | 1.11.1998  | 20:01:44 | 4477     | 52,2           | 80,01         |
| Silvestr 2000 – 4.část           | Nova | 31.12.2000 | 21:25:36 | 4336     | 51,5           | 80,86         |
| MS v hokeji (Česko – Finsko)     | Nova | 16.5.1999  | 18:37:54 | 4322     | 51,4           | 87,85         |